# A Ilha (Condado de Cache, Utah)
A Ilha é uma ilha no rio Bear, na cabeceira do reservatório Cutler, perto da Região de Cache, no Condado de Cache, Utah. Antes da construção do reservatório, não existia a ilha, mas sim um braço morto do rio no local. A ilha atualmente é propriedade da PacifiCorp.